# アルファロメオ・アルフェッタ
アルフェッタ（Alfetta ）は、イタリアの自動車製造会社のアルファロメオが1972年から1984年まで製造、販売していた小型乗用車。

## 概要
1960年代の主力車種、ジュリア系の拡大発展型であった1750系の後継車、1970年代に向けた新設計の中型車シリーズとして1972年に発表された。(1750系は2,000ccエンジンが与えられ、2000ベルリーナ/2000GTVとして、アルファロメオのトップモデルとして1977年まで継続生産された。)
車名のアルフェッタは「小さなアルファロメオ」を意味し、1950年代初頭に活躍したグランプリカー・ティーポ159の愛称から命名されたものである。その名にふさわしく、変速機とクラッチを後輪デファレンシャル直前に配置したトランスアクスル方式とし、バネ下重量が軽くキャンバー変化がないことから1930年代以来レーシングカーや高性能車に好んで採用されてきたド・ディオンアクスルの後輪サスペンションを組み合わせた、野心的なシャシー設計を特徴とした。その設計の甲斐あって50:50の理想的な前後重量配分、シャープなハンドリング、良好な乗り心地を実現し、当時のスポーティサルーンの模範的な存在となった。
その反面、アルフェッタは当時のイタリア車に付きものの雑な工作や不十分な錆対策、さらにはギアボックスからシフトレバーまで長いロッドでつなぐための不快なシフトフィーリング、エンジンと等速で回転するプロペラシャフトの振動など設計上からの固有の欠点に悩まされ続け、傑出した基本設計にもかかわらず、1970年代後半から80年代半ばに至るアルファロメオの不振の一因にもなった。技術レベルの低い排気ガス対策を施された北米向け、1976年以降の日本向け輸出車には、動力性能と操縦性の大幅な低下というおまけも付いていた。

## モデルの変遷

### ベルリーナ
1972年5月、4ドア・ベルリーナが登場。当初は1750と共通の1,779cc124馬力一種類であった。第一次石油危機後の不況を反映し、1975年初めには廉価版「アルフェッタ1.6」が追加された。1.6は丸型2灯式ヘッドライトを持ち、前方からは容易に識別できた。1976年には角型2灯式ヘッドライトとより高級志向の内外装を持つ「アルフェッタ2000」が登場、1979年には第二次石油危機に対応して「2000ターボディーゼル」も追加され、1983年には「2.4ターボディーゼル」に発展した。
1.6と1.8は1983年まで、2.0とターボディーゼルは1984年まで生産され、基本的に同一設計でボディパネルを一新したアルファロメオ・90に後を譲った。Wikipedia英語版によると、4ドアの累計生産台数は448,417台とされる。
なおブラジルでは、アルファロメオが買収したファブリカ・ナシオナル・デ・モトーレス（Fábrica Nacional de Motores/FNM）が、アルフェッタをベースに外装デザインを一部変更した「FMNアルファロメオ・2300・リオ」（1985年以降は「アルファロメオ・85」に名称を変更した）を、1974年から1986年まで生産した。

### GT
1974年には3ドアのGTシリーズが追加された。ボディデザインはジョルジェット・ジウジアーロで、広いグラスエリアと大人4人が快適に乗車できる居住性を特色とした。ダッシュボードはタコメーターだけがドライバー正面、他の計器類はセンターに配置されるという、当時では異色のレイアウトを持っていた。やはり当初は1,779ccエンジンモデルのみであったが、1976年に1.6と2.0GTVが追加された。1979年には1,962cc150馬力のターボチャージャー付エンジンを搭載した「2000ターボデルタ」が400台生産された。
1980年にはアルファ6で初登場した2,492cc150馬力のV型6気筒エンジンを搭載した「アルフェッタGTV 2.5」が登場、このエンジンは傑作として世評が高く、1980年代のアルファロメオのイメージ回復の先駆けとなった。
1983年以降はGTシリーズからアルフェッタの名称が外れ、単に「アルファロメオGTV」と呼ばれるようになり、4ドアの消滅後も1987年まで継続生産された。同じくWikipedia英語版によると、累計生産台数は137,543台とされる。

## モータースポーツ

### ラリー競技

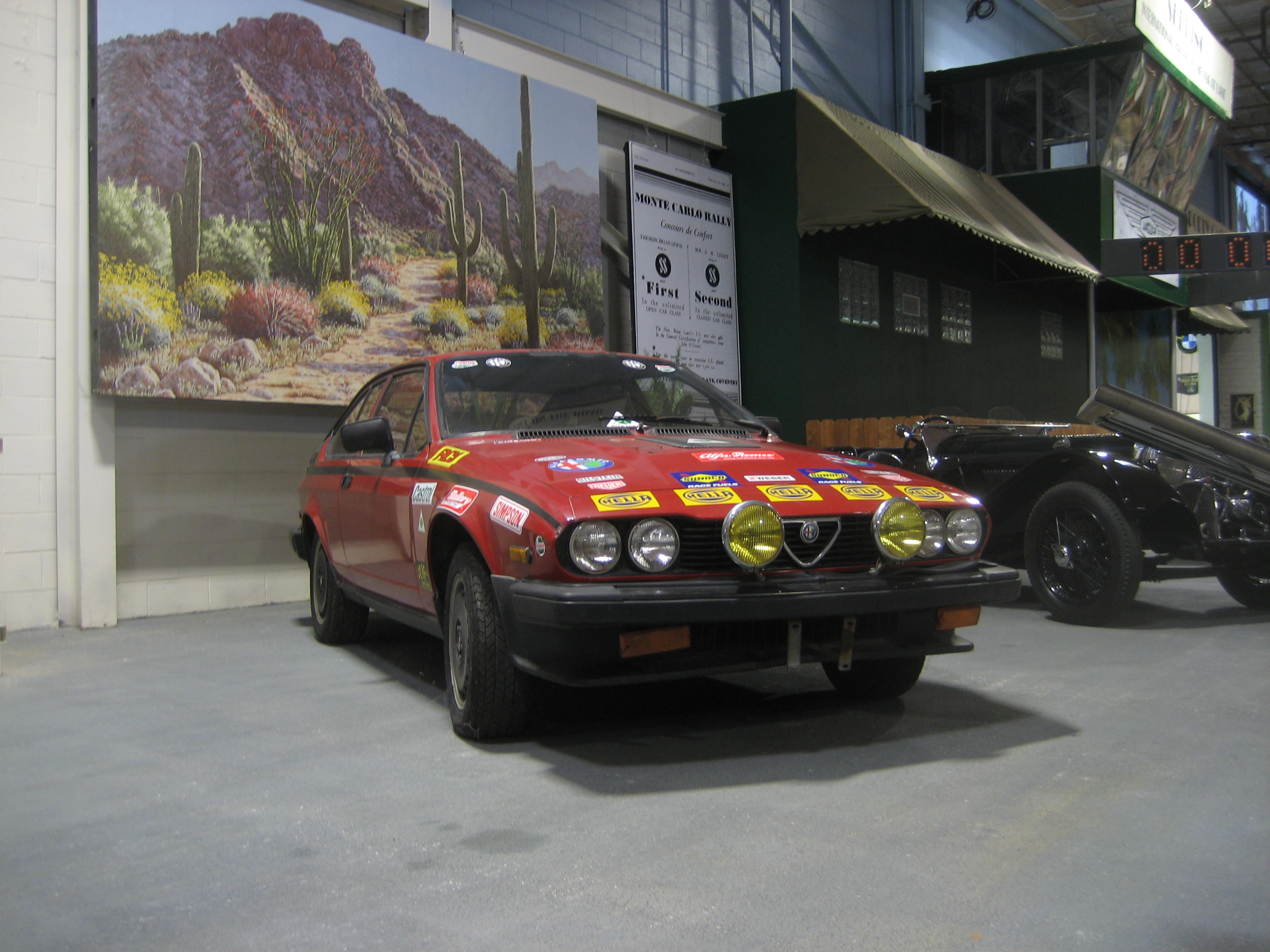
1982年GTV6ラリー仕様

1970年代後半、GTをグループ(Gr.)1、2、4へ投入するも同じイタリア勢と共に苦戦する。しかし、強力な8バルブエンジンを持っていたにも拘らず、ラリーには余り本腰を入れなかったアルファロメオ自身の方針もあり、GTがラリーで優勝することはなく、劣勢となっていった。
80年代に入ると更に洗練された2.5LV6エンジン搭載のGTV6がデビュー。当初は4WDバージョンも開発されたが、後部座席スペースの寸法が不足していたため、Gr.A公認が下りず、非力な2L 4気筒エンジンのマシンだけが承認された。この後、アルファロメオの活動はサーキット中心となり、少しずつラリー界から姿を遠ざけていった。
こうしてフランスのプライベータであるGEMAレーシングの手により1984年から1986年、フランス国内ラリーとWRCではツール・ド・コルスでのスポット参戦に留まるもののイブ・ルーベ、ベルナード・バラスのドライブにより上位入賞を果たし、ターマックラリーでは侮れない存在となった。
当初、GTV6はGr.Aエントリーとしていたが、1986年のGr.B廃止を機に競技のメインストリームをGr.Aカテゴリとし、Gr.Aエントリー車の再審査をかけた際、クーペ・ボディの高さがFIAの規定クリアとならなかった。そこでGEMAレーシングは1987年シーズンを33 4x4、1988年シーズンをGTV6とパワートレインが共通の75での参戦に踏み切ることになる。

## 日本市場でのアルフェッタ
アルフェッタは1973年から当時のディーラー伊藤忠オートによって輸入開始された。GTも1975年に導入開始となった。伊藤忠オートの方針によりほぼ全てが右ハンドル仕様であった。DOHCエンジンによる高い動力性能と傑出した操縦性は日本市場でも歓迎され、特に当時のカーグラフィック編集長で高名な自動車評論家であった小林彰太郎が1975年にベルリーナを購入したことによって、当時のマニア層に広く受け入れられた。
しかし、排気ガス対策が厳しくなった1977年以降は北米輸出仕様の2,000ccに切り替えられ、大幅な性能低下、大型バンパー装着と米国市場向けサスペンションセッティングによる操縦性悪化により、一気に不人気車になってしまう。女性ドライバーを意識してオートマチックモデルを追加投入するなどの努力も空しく、1983年に伊藤忠オートは1960年代以来のアルファロメオ販売から撤退、後を継いだ日英自動車が、少数限定枠を利用して本国仕様のGTVやGTV2.5V6の限定輸入を継続した。